# Hrebine
Hrebine su naseljeno mjesto u Republici Hrvatskoj u Zagrebačkoj županiji. 

## Zemljopis
Administrativno su u sastavu općine Pušća. Naselje se proteže na površini od 2,23 km².

## Stanovništvo
Prema popisu stanovništva iz 2001. godine u naselju Hrebine živi 321 stanovnik i to u 86 kućanstava. Gustoća naseljenosti iznosi 143,95 st./km².
| broj stanovnika | 192   | 243   | 271   | 294   | 328   | 385   | 367   | 382   | 371   | 401   | 334   | 308   | 270   | 304   | 321   | 380   | 289   |
|                 | 1857. | 1869. | 1880. | 1890. | 1900. | 1910. | 1921. | 1931. | 1948. | 1953. | 1961. | 1971. | 1981. | 1991. | 2001. | 2011. | 2021. |

## Znamenitosti
- Crkva sv. Katarine, zaštićeno kulturno dobro